# ايماسين (سكورة أهل الوسط)
ايماسين هي إحدى مشيخات المملكة المغربية، تتبع جغرافيا لإقليم ورززات وإداريًا لسكورة أهل الوسط. يقدر عدد سكانها بـ 4685 نسمة حسب الإحصاء الرسمي للسكان والسكنى لسنة 2004.